# Derek Cornelius
Derek Austin Cornelius (ur. 25 listopada 1997 w Ajax) – kanadyjski piłkarz pochodzenia barbadoskiego i jamajskiego, występujący na pozycji środkowego obrońcy we francuskim klubie Olympique Marsylia oraz w reprezentacji Kanady. Uczestnik Copa América 2024. 
Wychowanek VfB Lübeck, w swojej karierze występował również m.in. w takich klubach jak: Malmö FF, Vancouver Whitecaps, Javor Ivanjica czy Panetolikos GFS. Został powołany na Mistrzostwa Świata 2022, jednak nie wystąpił w żadnym spotkaniu.